# چال (بلغارستان)
چال (به بلغاری: Chal) یک منطقهٔ مسکونی در بلغارستان است که در شهرستان کروموفگراد واقع شده‌است.